# Ив Клайн
Ив Клайн (на френски: Yves Klein) е френски художник.
Смятан е за важна фигура в следвоенното европейско изкуство. Той е водещ член на френското художествено движение нов реализъм, основано от критика Пиер Рестани. Клайн е пионер в пърформънса, като изкуство и се приема за вдъхновение и предшественик на минимала и попарта.

## Биография
Роден е в Ница, Прованс-Алпи-Лазурен бряг, Франция. Родителите му – Фред Клайн и Мари Раймонд – са художници. Баща му е представител на постимпресионизма, а майка му на ташизма и провежда редовни soirées с други водещи представители на това парижко абстрактно движение.
Между 1942 и 1946 г. Ив Клайн учи в École Nationale de la Marine Marchande и в École Nationale des Langues Orientales и започва да практикува джудо. През това време се сприятелява с Арман Фернандес и Клод Паскал и започва да рисува. На деветнадесетгодишна възраст Клайн и неговите приятели лежат на плажа и разпределят света между себе си. Арман избира земята, Клод – света, а Ив – етеричното пространство около планетата, след това той подписва така:
| „ | С този известен символичен жест на подписване на небето, Клайн е предвидил, като в мечта, че вярата в неговото изкуство оттогава нататък – опит за достигане на далечната страна на безкрайното. | “ |

Между 1947 и 1948 г. Клайн се замисля върху Монотонна симфония(1949, официално Монотонността – тихата симфония), което се състои от 20-минутен устойчив акорд и след това 20-минутно мълчание прецедент за дроун на La Monte Young' и 4′33″ за Джон Кейдж.
Между 1948 и 1952 г. пътува до Италия, Великобритания, Испания и Япония. В Япония, на 25-годишна възраст, става майстор по джудо и получава титлата yodan (4-ти дан/черен колан), от Кодокан, което за това време време е изключително постижение за европеец. През 1953 г. Клайн остава в Япония. По-късно пише книга за джудото. През 1954 г. Клайн се мести за постоянно в Париж и започва да заема свое място в света на изкуството.

## Произведения

### Монохромни творби: Синя епоха
Въпреки че Клайн рисува своя първи монохром в началото на 1949 г., той организира първата частна изложба през 1950 г. Неговото първо публично представяне е на представянето на каталога „Yves: Peintures“ през ноември 1954 г. Като обикновен каталог, книгата включва интересна серия монохроми, свързани с различни градове, в които е живял през последните години.

## Изложения
- 1954, Мадрид
- 1955, Марсилия
- 1957, Милано: Monochrome Vorschläge, Синя епоха (единадесет сини картини)
- 1957, Париж, Дюселдорф, Лондон
- 1958, Париж: „Le Vide“ („Die Leere“): eine Ausstellung mit weißen Wänden und ohne Ausstellungsstücke
- 1959, Париж: Schwammbilder
- 1960, Париж: Първо представяне с музика и антропометрияеrste (Körperabdrücken)
- 1960, Париж: „Antagonismes“, „Yves Klein, le Monochrome“, Фото „Sprung in die Leere“ във вестника „Dimanche – Le journal d'un seul jour“
- 1961, Крефелд, Къщата Lange: Retrospektive
- 1964, documenta III, Касел
- 1968, 4. documenta, Касел
- 1994/1995, Кьолн, Дюселдорф, Крефелд: Retrospektive
- 2004, Лос Анджелис, MAK Център за изкуство и архитектура: Yves Klein – Air Architecture
- 2004/2005, Франкфурт на Майн: Retrospektive
- 2005, Ню Йорк, Storefront за изкуство и архитектура: Yves Klein – Air Architecture
- 2005, Билбао, Guggenheim Музей: Retrospektive
- 2006, Passau, Музей за Модерно изкуство: „Der Sprung ins Leere. Pretiosen des Nouveau Réalisme“
- 2006, Виена, Музей за приложни изкуства: Yves Klein – Air Architecture
- 2006/2007, Париж, Centre Pompidou: corps, couleur, immatériel
- 2007, Виена, MUMOK: Retrospektive